# Blakea (plante)
Genre
Classification APG III (2009)
Synonymes
Selon Tropicos (28 septembre 2024)
- Amaraboya Linden ex Mast.
- Amaraboya Linden
- Pyxidanthus Naudin
- Topobea Aubl.
- Valdesia Ruiz & Pav.

Selon GBIF (28 septembre 2024)
- Amaraboya Linden ex Mast.
- Drepanandrum Neck.
- Pyxidanthus Naudin
- Topobea Aubl.
- Valdesia Ruiz & Pav.

Blakea est un genre de plantes à fleurs de la famille des Melastomataceae, comportant 212-227 espèces, et dont l'espèce type est Blakea trinervia L.. Ce sont des arbres, des arbustes, des lianes ou des épiphytes néotropicales.

## Description
Le genre Blakea regroupe des arbres des arbustes, des lianes ou des épiphytes à feuilles opposées, isomorphes ou rarement pseudo-alternes, entières et pétiolées (chez les espèces vénézuéliennes).
Les fleurs sont 6-mères, axillaires et pédicellées à l'aisselle des feuilles supérieures, à 4 bractées (bractées libres ou ± réunies par paires). 
L'hypanthium est térébrant.
Le calice est à 6 lobes ou tronqué, persistant.
Les pétales sont blancs à roses, généralement ciliés de façon réduite, glabres sur les deux surfaces mais souvent verruqueux à l'état sec.
On compte 12 étamines glabres.
Les anthères sont 1/2-2/3 plus larges que longues, comprimées latéralement et cohérentes en anneau, très finement biporées à l'apex.
Les connectif est élargi à la base, ventralement non appendu, dorsalement avec une dent divergente ou descendante. 
L'ovaire est (4)6-loculaire, complètement inférieur, généralement avec un cône stylistique.
Le style est glabre.
Le stigmate est tronqué (chez les espèces vénézuéliennes). 
Le fruit est une baie. 
Les graines sont nombreuses, ovoïdes à pyramidales.

## Répartition
On rencontre le genre Blakea du Mexique au Brésil, en passant par l'Amérique centrale, les Antilles, la Colombie, le Venezuela, le Guyana, le Suriname, la Guyane, Équateur, le Pérou et la Bolivie.

## Sélection d'espèces
- Blakea granatensis Naudin
- Blakea parasitica (Aubl.) D.Don

## Liste d'espèces
Selon GBIF (28 septembre 2024) :
- Blakea acostae Wurdack, 1979
- Blakea acuminata (Wurdack) Penneys & Judd, 2013
- Blakea adscendens (E. Cotton & Matezki) Penneys & Judd, 2013
- Blakea aeruginosa Standl., 1938
- Blakea albertiae (Wurdack) Penneys & Almeda, 2013
- Blakea allotricha L. Uribe, 1971
- Blakea alternifolia (Gleason) Gleason, 1945
- Blakea amplifolia (Almeda) Penneys & Almeda, 2013
- Blakea andreana Cogn., 1887
- Blakea anisophylla (Triana) Baill., 1880 [1877]
- Blakea anomala Donn. Sm., 1906
- Blakea arboricola (Almeda) Penneys & Almeda, 2013
- Blakea argentea Gleason, 1930
- Blakea asplundii (Wurdack) Penneys & Judd, 2013
- Blakea attenboroughii Penneys & L. Jost, 2009
- Blakea austin-smithii Standl., 1938
- Blakea barbata (Gleason) Penneys & Judd, 2013
- Blakea bella Standl., 1940
- Blakea bocatorena Kriebel & D. Santam., 2013
- Blakea boliviensis (Cogn. ex Harms) Kuntze, 1898
- Blakea brachyura Gleason, 1925
- Blakea bracteata Gleason, 1932
- Blakea brasiliensis Cogn., 1888
- Blakea brenesii (Standl.) Penneys & Almeda, 2013
- Blakea brevibracteata (Gleason) Penneys & Judd, 2013
- Blakea brevipes Naudin, 1852
- Blakea brunnea Gleason, 1941
- Blakea bullata (E. Cotton & Matezki) Penneys & Judd, 2013
- Blakea cacatin (Aubl.) D. Don ex DC., 1828
- Blakea calcarata (L. Uribe) Penneys & Judd, 2013
- Blakea calophylla (Almeda) Penneys & Almeda, 2013
- Blakea calycanthus Markgr., 1937
- Blakea calycosa Gleason, 1939
- Blakea calycularis (Naudin) Penneys & Almeda, 2013
- Blakea calyptrata Gleason, 1945
- Blakea campii Wurdack, 1967
- Blakea castanedae (Wurdack) Penneys & Judd, 2013
- Blakea caudata Triana, 1871 [1872]
- Blakea chanchamayensis J.F. Macbr., 1929
- Blakea chlorantha Almeda, 1980
- Blakea ciliata Markgr., 1927
- Blakea clavata Penneys & Judd, 2013
- Blakea clusiifolia Gleason, 1945
- Blakea coloradensis Almeda, 2000
- Blakea cordata (Gleason) Penneys & Almeda, 2013
- Blakea costaricensis Umaña & Almeda, 1991
- Blakea crassifolia Almeda, 1980
- Blakea crinita Gleason, 1950
- Blakea cuatrecasasii Gleason, 1945
- Blakea cuneata Standl., 1935
- Blakea cuprina Penneys & Judd, 2013
- Blakea cutucuensis (Wurdack) Penneys & Judd, 2013
- Blakea darcyana Almeda, 2000
- Blakea dimorphophylla (Almeda) Penneys & Almeda, 2013
- Blakea discolor (Hochr.) Penneys & Judd, 2013
- Blakea dodsoniorum (Wurdack) Penneys & Almeda, 2013
- Blakea droseripila Penneys, 2015
- Blakea echinata Almeda & Penneys, 2018
- Blakea eden Rob. Fern., 2024
- Blakea elliptica (Gleason) Almeda, 1984
- Blakea eplingii (Wurdack) Penneys & Judd, 2013
- Blakea eriocalyx Wurdack, 1979
- Blakea fasciculata Gleason, 1925
- Blakea ferruginea (Gleason) Penneys & Judd, 2013
- Blakea ferruginea Cogn.
- Blakea fissicalyx L. Uribe, 1980
- Blakea florida L.O. Williams, 1964
- Blakea florifera Gleason, 1945
- Blakea foliacea Gleason, 1950
- Blakea formicaria Wurdack, 1967
- Blakea fragrantissima (Almeda) Penneys & Almeda, 2013
- Blakea fuchsioides Almeda, 1989
- Blakea gerardoana (Almeda) Penneys & Almeda, 2013
- Blakea glaberrima (Triana) Penneys & Judd, 2013
- Blakea glabrescens Benth., 1844
- Blakea glandulosa Gleason, 1937
- Blakea gracilis Hemsl., 1878
- Blakea granatensis Naudin, 1852
- Blakea grandiflora Hemsl., 1878
- Blakea gregii Almeda, 1990
- Blakea grisebachii Cogn., 1891
- Blakea guatemalensis Donn. Sm., 1889
- Blakea hammelii Almeda, 1990
- Blakea hammettiorum Almeda, 2013
- Blakea harlingii Wurdack, 1982
- Blakea henripittieri Penneys & Almeda, 2013
- Blakea herrerae Almeda, 1990
- Blakea hexandra (Almeda) Penneys & Almeda, 2013
- Blakea hirsuta Berg ex Triana, 1871 [1872]
- Blakea hirsutissima (J.F. Macbr.) Wurdack, 1972
- Blakea hispida Markgr., 1941
- Blakea holtonii Hochr., 1910
- Blakea horologica Penneys & Judd, 2013
- Blakea hydraeformis Wurdack, 1957
- Blakea incerta J.F. Macbr., 1929
- Blakea incompata Markgr., 1934
- Blakea incompta Markgr., 1934
- Blakea induta (Markgr.) Penneys & Judd, 2013
- Blakea inflata (Triana) Penneys & Judd, 2013
- Blakea insignis (Triana) Penneys & Judd, 2013
- Blakea intercepta Gleason, 1941
- Blakea intricata (Almeda) Penneys & Almeda, 2013
- Blakea involvens Markgr., 1938
- Blakea jativae Wurdack, 1979
- Blakea killipii (Wurdack) Penneys & Judd, 2013
- Blakea laevigata D. Don, 1823
- Blakea lanuginosa Wurdack, 1979
- Blakea latifolia D. Don
- Blakea latifolia (Ruiz & Pav.) D. Don, 1823
- Blakea laurifolia Naudin, 1852
- Blakea lentii (Almeda) Penneys & Almeda, 2013
- Blakea leoniae Rob. Fern., 2024
- Blakea lindeniana (Naudin) Triana, 1871 [1872]
- Blakea litoralis L.O. Williams, 1964
- Blakea longibracteata Cogn., 1891
- Blakea longiloba (Wurdack) Penneys & Judd, 2013
- Blakea longipes L. Uribe, 1980
- Blakea longisepala (Gleason) Penneys & Judd, 2013
- Blakea macbrydei (Wurdack) Penneys & Judd, 2013
- Blakea macrantha Cogn.
- Blakea macrophylla D. Don, 1823
- Blakea madisonii Wurdack, 1979
- Blakea maguirei (Wurdack) Penneys & Judd, 2013
- Blakea maurofernandeziana (Cogn.) Penneys & Almeda, 2013
- Blakea mcphersonii (Almeda) Penneys & Almeda, 2013
- Blakea megaphylla Wurdack, 1957
- Blakea mexiae Gleason, 1939
- Blakea mexicana D. Don, 1823
- Blakea micrantha Almeda, 1980
- Blakea mitrata L. Uribe, 1971
- Blakea modica (Wurdack) Penneys & Judd, 2013
- Blakea monticola J.R. Johnst., 1905
- Blakea mortoniana (Wurdack) Penneys & Judd, 2013
- Blakea multiflora D. Don, 1823
- Blakea muricata (Lozano) Penneys & Judd, 2013
- Blakea nangaritzana D. Fernández, C. Ulloa & Penneys, 2016
- Blakea nareliana Bussmann, 2013
- Blakea nodosa Wurdack, 1982
- Blakea oldemanii Wurdack, 1979
- Blakea orientalis Gleason, 1947
- Blakea ovalis (Ruiz & Pav.) D. Don, 1823
- Blakea paleacea Gleason, 1945
- Blakea paludosa Gleason, 1931
- Blakea parasitica (Aubl.) D. Don, 1823
- Blakea parvifolia Gleason, 1950
- Blakea pascoensis (Wurdack) Penneys & Judd, 2013
- Blakea pauciflora Gleason, 1950
- Blakea pavida Rob. Fern., Michelang. & R. Goldenb., 2024
- Blakea pectinata Penneys, 2015
- Blakea penduliflora Almeda, 1980 [1981]
- Blakea perforata Almeda, 2000
- Blakea pichinchensis Wurdack, 1979
- Blakea pilosa Gleason, 1945
- Blakea pittieri Cogn., 1891
- Blakea platypoda Gleason, 1945
- Blakea pluvialis (Standl.) Penneys & Almeda, 2013
- Blakea podagrica Triana, 1871 [1872]
- Blakea polyantha Wurdack, 1981
- Blakea portentosa Wurdack, 1964
- Blakea princeps (Linden ex Mast.) Cogn., 1891
- Blakea pulverulenta Vahl, 1794
- Blakea punctulata (Triana) Wurdack, 1979
- Blakea purpusii Brandegee, 1914
- Blakea pyxidanthus Triana, 1871 [1872]
- Blakea quadrangularis Triana, 1871 [1872]
- Blakea quadriflora Gleason, 1925
- Blakea quinquenervia Aubl., 1775
- Blakea quinta Rob. Fern., R. Villanueva & Pillaca, 2024
- Blakea reflexa H. Mend. & Urrea, 2023
- Blakea repens (Ruiz & Pav.) D. Don, 1823
- Blakea reticulata Cogn., 1911-1913 [1913]
- Blakea ricardoi Michelang. & D. Santam., 2020
- Blakea rojasiae Rob. Fern., Michelang. & R. Goldenb., 2024
- Blakea rosea (Ruiz & Pav.) D. Don, 1823
- Blakea rostrata Berg ex Triana, 1871 [1872]
- Blakea rotundifolia D. Don, 1823
- Blakea sawadae J.F. Macbr., 1929
- Blakea scarlatina Almeda, 1990
- Blakea schlimii (Naudin) Triana, 1871 [1872]
- Blakea schultzei Markgr., 1929
- Blakea sessiliflora Naudin, 1852
- Blakea sessilifolia (Triana) Penneys & Judd, 2013
- Blakea setosa (Triana) Penneys & Judd, 2013
- Blakea sphaerica Gleason, 1950
- Blakea spruceana Cogn., 1888
- Blakea squamigera L. Uribe, 1975
- Blakea standleyana J.F. Macbr., 1941
- Blakea standleyi (L.O. Williams) Penneys & Almeda, 2013
- Blakea stellaris Gleason, 1945
- Blakea stephanochaeta (Naudin) Penneys & Judd, 2013
- Blakea steyermarkii (Wurdack) Penneys & Judd, 2013
- Blakea stipulacea Wurdack, 1957
- Blakea storkii (Standl.) Almeda, 2000
- Blakea suaveolens (Almeda) Penneys & Almeda, 2013
- Blakea subbarbata (Wurdack) Penneys & Judd, 2013
- Blakea subconnata O. Berg ex Triana, 1871 [1872]
- Blakea subpanduriformis E. Cotton & Matezki, 2003
- Blakea subpeltata Cogn., 1891
- Blakea subscabrula (Triana) Penneys & Judd, 2013
- Blakea subsessiliflora (Wurdack) Penneys & Judd, 2013
- Blakea subvaginata Wurdack, 1979
- Blakea superba (Naudin) Penneys & Judd, 2013
- Blakea tapantiana Umaña & Almeda, 1995
- Blakea tetramera (Almeda) Penneys & Almeda, 2013
- Blakea tetroici (Wurdack) Penneys & Judd, 2013
- Blakea toachiensis (Wurdack) Penneys & Judd, 2013
- Blakea trianae (Cogn.) Penneys & Judd, 2013
- Blakea trinervia L., 1759
- Blakea triplinervia L. f., 1781 [1782]
- Blakea triplinervia L., 1775
- Blakea truncata Gleason, 1933
- Blakea tuberculata Donn. Sm., 1901
- Blakea turbinata Cogn.
- Blakea unguiculata Almeda & Penneys, 2013
- Blakea urbaniana Cogn., 1909
- Blakea vallensis Wurdack, 1990
- Blakea venosa Gleason, 1945
- Blakea venusta Kriebel, Almeda & A. Estrada, 2005
- Blakea verrucosa (Wurdack) Penneys & Judd, 2013
- Blakea villosa Cogn., 1908
- Blakea warszewicziana O. Berg
- Blakea watsonii (Cogn.) Penneys & Almeda, 2013
- Blakea wilburiana Almeda, 1974
- Blakea wilderi Rob. Fern., R. Villanueva & Pillaca, 2024
- Blakea wilsoniorum Almeda, 2000
- Blakea woodsonii Gleason, 1939
- Blakea yumi Rob. Fern., R. Villanueva & Pillaca, 2024

Selon Tropicos (28 septembre 2024) :
- Blakea acostae NaudinWurdack, 1979
- Blakea acuminata Naudin(Wurdack) Penneys & Judd, 2013
- Blakea adscendens Naudin(E. Cotton & Matezki) Penneys & Judd, 2013
- Blakea aeruginosa NaudinStandl., 1938
- Blakea albertiae Naudin(Wurdack) Penneys & Almeda, 2013
- Blakea allotricha NaudinL. Uribe, 1971
- Blakea alternifolia Naudin(Gleason) Gleason, 1945
- Blakea amplifolia Naudin(Almeda) Penneys & Almeda, 2013
- Blakea andreana NaudinCogn., 1887
- Blakea anisophylla Naudin(Triana) Baill., 1880 [1877]
- Blakea anomala NaudinDonn. Sm., 1906
- Blakea arboricola Naudin(Almeda) Penneys & Almeda, 2013
- Blakea argentea NaudinGleason, 1930
- Blakea asplundii Naudin(Wurdack) Penneys & Judd, 2013
- Blakea attenboroughii NaudinPenneys & L. Jost, 2009
- Blakea austin-smithii NaudinStandl., 1938
- Blakea barbata Naudin(Gleason) Penneys & Judd, 2013
- Blakea bella NaudinStandl., 1940
- Blakea bocatorena NaudinKriebel & D. Santam., 2013
- Blakea boliviensis Naudin(Cogn. ex Harms) Kuntze, 1898
- Blakea brachyura NaudinGleason, 1925
- Blakea bracteata NaudinGleason, 1932
- Blakea brasiliensis NaudinCogn., 1888
- Blakea brenesii Naudin(Standl.) Penneys & Almeda, 2013
- Blakea brevibracteata Naudin(Gleason) Penneys & Judd, 2013
- Blakea brevipes NaudinNaudin, 1852
- Blakea brunnea NaudinGleason, 1941
- Blakea bullata Naudin(E. Cotton & Matezki) Penneys & Judd, 2013
- Blakea cacatin Naudin(Aubl.) D. Don ex DC., 1828
- Blakea calcarata Naudin(L. Uribe) Penneys & Judd, 2013
- Blakea calophylla Naudin(Almeda) Penneys & Almeda, 2013
- Blakea calycanthus NaudinMarkgr., 1937
- Blakea calycosa NaudinGleason, 1939
- Blakea calycularis Naudin(Naudin) Penneys & Almeda, 2013
- Blakea calyptrata NaudinGleason, 1945
- Blakea campii NaudinWurdack, 1967
- Blakea castanedae Naudin(Wurdack) Penneys & Judd, 2013
- Blakea caudata NaudinTriana, 1871 [1872]
- Blakea chanchamayensis NaudinJ.F. Macbr., 1929
- Blakea chlorantha NaudinAlmeda, 1980
- Blakea ciliata NaudinMarkgr., 1927
- Blakea clavata NaudinPenneys & Judd, 2013
- Blakea clusiifolia NaudinGleason, 1945
- Blakea coloradensis NaudinAlmeda, 2000
- Blakea cordata Naudin(Gleason) Penneys & Almeda, 2013
- Blakea costaricensis NaudinUmaña & Almeda, 1991
- Blakea crassifolia NaudinAlmeda, 1980
- Blakea crinita NaudinGleason, 1950
- Blakea cuatrecasasii NaudinGleason, 1945
- Blakea cuneata NaudinStandl., 1935
- Blakea cuprina NaudinPenneys & Judd, 2013
- Blakea cutucuensis Naudin(Wurdack) Penneys & Judd, 2013
- Blakea darcyana NaudinAlmeda, 2000
- Blakea dimorphophylla Naudin(Almeda) Penneys & Almeda, 2013
- Blakea discolor Naudin(Hochr.) Penneys & Judd, 2013
- Blakea dodsoniorum Naudin(Wurdack) Penneys & Almeda, 2013
- Blakea droseripila NaudinPenneys, 2015
- Blakea echinata NaudinAlmeda & Penneys, 2018
- Blakea eden NaudinRob. Fern., 2024
- Blakea elliptica Naudin(Gleason) Almeda, 1984
- Blakea eplingii Naudin(Wurdack) Penneys & Judd, 2013
- Blakea eriocalyx NaudinWurdack, 1979
- Blakea fasciculata NaudinGleason, 1925
- Blakea ferruginea Naudin(Gleason) Penneys & Judd, 2013
- Blakea ferruginea NaudinCogn.
- Blakea fissicalyx NaudinL. Uribe, 1980
- Blakea florida NaudinL.O. Williams, 1964
- Blakea florifera NaudinGleason, 1945
- Blakea foliacea NaudinGleason, 1950
- Blakea formicaria NaudinWurdack, 1967
- Blakea fragrantissima Naudin(Almeda) Penneys & Almeda, 2013
- Blakea fuchsioides NaudinAlmeda, 1989
- Blakea gerardoana Naudin(Almeda) Penneys & Almeda, 2013
- Blakea glaberrima Naudin(Triana) Penneys & Judd, 2013
- Blakea glabrescens NaudinBenth., 1844
- Blakea glandulosa NaudinGleason, 1937
- Blakea gracilis NaudinHemsl., 1878
- Blakea granatensis NaudinNaudin, 1852
- Blakea grandiflora NaudinHemsl., 1878
- Blakea gregii NaudinAlmeda, 1990
- Blakea grisebachii NaudinCogn., 1891
- Blakea guatemalensis NaudinDonn. Sm., 1889
- Blakea hammelii NaudinAlmeda, 1990
- Blakea hammettiorum NaudinAlmeda, 2013
- Blakea harlingii NaudinWurdack, 1982
- Blakea henripittieri NaudinPenneys & Almeda, 2013
- Blakea herrerae NaudinAlmeda, 1990
- Blakea hexandra Naudin(Almeda) Penneys & Almeda, 2013
- Blakea hirsuta NaudinBerg ex Triana, 1871 [1872]
- Blakea hirsutissima Naudin(J.F. Macbr.) Wurdack, 1972
- Blakea hispida NaudinMarkgr., 1941
- Blakea holtonii NaudinHochr., 1910
- Blakea horologica NaudinPenneys & Judd, 2013
- Blakea hydraeformis NaudinWurdack, 1957
- Blakea incerta NaudinJ.F. Macbr., 1929
- Blakea incompata NaudinMarkgr., 1934
- Blakea incompta NaudinMarkgr., 1934
- Blakea induta Naudin(Markgr.) Penneys & Judd, 2013
- Blakea inflata Naudin(Triana) Penneys & Judd, 2013
- Blakea insignis Naudin(Triana) Penneys & Judd, 2013
- Blakea intercepta NaudinGleason, 1941
- Blakea intricata Naudin(Almeda) Penneys & Almeda, 2013
- Blakea involvens NaudinMarkgr., 1938
- Blakea jativae NaudinWurdack, 1979
- Blakea killipii Naudin(Wurdack) Penneys & Judd, 2013
- Blakea laevigata NaudinD. Don, 1823
- Blakea lanuginosa NaudinWurdack, 1979
- Blakea latifolia NaudinD. Don
- Blakea latifolia Naudin(Ruiz & Pav.) D. Don, 1823
- Blakea laurifolia NaudinNaudin, 1852
- Blakea lentii Naudin(Almeda) Penneys & Almeda, 2013
- Blakea leoniae NaudinRob. Fern., 2024
- Blakea lindeniana Naudin(Naudin) Triana, 1871 [1872]
- Blakea litoralis NaudinL.O. Williams, 1964
- Blakea longibracteata NaudinCogn., 1891
- Blakea longiloba Naudin(Wurdack) Penneys & Judd, 2013
- Blakea longipes NaudinL. Uribe, 1980
- Blakea longisepala Naudin(Gleason) Penneys & Judd, 2013
- Blakea macbrydei Naudin(Wurdack) Penneys & Judd, 2013
- Blakea macrantha NaudinCogn.
- Blakea macrophylla NaudinD. Don, 1823
- Blakea madisonii NaudinWurdack, 1979
- Blakea maguirei Naudin(Wurdack) Penneys & Judd, 2013
- Blakea maurofernandeziana Naudin(Cogn.) Penneys & Almeda, 2013
- Blakea mcphersonii Naudin(Almeda) Penneys & Almeda, 2013
- Blakea megaphylla NaudinWurdack, 1957
- Blakea mexiae NaudinGleason, 1939
- Blakea mexicana NaudinD. Don, 1823
- Blakea micrantha NaudinAlmeda, 1980
- Blakea mitrata NaudinL. Uribe, 1971
- Blakea modica Naudin(Wurdack) Penneys & Judd, 2013
- Blakea monticola NaudinJ.R. Johnst., 1905
- Blakea mortoniana Naudin(Wurdack) Penneys & Judd, 2013
- Blakea multiflora NaudinD. Don, 1823
- Blakea muricata Naudin(Lozano) Penneys & Judd, 2013
- Blakea nangaritzana NaudinD. Fernández, C. Ulloa & Penneys, 2016
- Blakea nareliana NaudinBussmann, 2013
- Blakea nodosa NaudinWurdack, 1982
- Blakea oldemanii NaudinWurdack, 1979
- Blakea orientalis NaudinGleason, 1947
- Blakea ovalis Naudin(Ruiz & Pav.) D. Don, 1823
- Blakea paleacea NaudinGleason, 1945
- Blakea paludosa NaudinGleason, 1931
- Blakea parasitica Naudin(Aubl.) D. Don, 1823
- Blakea parvifolia NaudinGleason, 1950
- Blakea pascoensis Naudin(Wurdack) Penneys & Judd, 2013
- Blakea pauciflora NaudinGleason, 1950
- Blakea pavida NaudinRob. Fern., Michelang. & R. Goldenb., 2024
- Blakea pectinata NaudinPenneys, 2015
- Blakea penduliflora NaudinAlmeda, 1980 [1981]
- Blakea perforata NaudinAlmeda, 2000
- Blakea pichinchensis NaudinWurdack, 1979
- Blakea pilosa NaudinGleason, 1945
- Blakea pittieri NaudinCogn., 1891
- Blakea platypoda NaudinGleason, 1945
- Blakea pluvialis Naudin(Standl.) Penneys & Almeda, 2013
- Blakea podagrica NaudinTriana, 1871 [1872]
- Blakea polyantha NaudinWurdack, 1981
- Blakea portentosa NaudinWurdack, 1964
- Blakea princeps Naudin(Linden ex Mast.) Cogn., 1891
- Blakea pulverulenta NaudinVahl, 1794
- Blakea punctulata Naudin(Triana) Wurdack, 1979
- Blakea purpusii NaudinBrandegee, 1914
- Blakea pyxidanthus NaudinTriana, 1871 [1872]
- Blakea quadrangularis NaudinTriana, 1871 [1872]
- Blakea quadriflora NaudinGleason, 1925
- Blakea quinquenervia NaudinAubl., 1775
- Blakea quinta NaudinRob. Fern., R. Villanueva & Pillaca, 2024
- Blakea reflexa NaudinH. Mend. & Urrea, 2023
- Blakea repens Naudin(Ruiz & Pav.) D. Don, 1823
- Blakea reticulata NaudinCogn., 1911-1913 [1913]
- Blakea ricardoi NaudinMichelang. & D. Santam., 2020
- Blakea rojasiae NaudinRob. Fern., Michelang. & R. Goldenb., 2024
- Blakea rosea Naudin(Ruiz & Pav.) D. Don, 1823
- Blakea rostrata NaudinBerg ex Triana, 1871 [1872]
- Blakea rotundifolia NaudinD. Don, 1823
- Blakea sawadae NaudinJ.F. Macbr., 1929
- Blakea scarlatina NaudinAlmeda, 1990
- Blakea schlimii Naudin(Naudin) Triana, 1871 [1872]
- Blakea schultzei NaudinMarkgr., 1929
- Blakea sessiliflora NaudinNaudin, 1852
- Blakea sessilifolia Naudin(Triana) Penneys & Judd, 2013
- Blakea setosa Naudin(Triana) Penneys & Judd, 2013
- Blakea sphaerica NaudinGleason, 1950
- Blakea spruceana NaudinCogn., 1888
- Blakea squamigera NaudinL. Uribe, 1975
- Blakea standleyana NaudinJ.F. Macbr., 1941
- Blakea standleyi Naudin(L.O. Williams) Penneys & Almeda, 2013
- Blakea stellaris NaudinGleason, 1945
- Blakea stephanochaeta Naudin(Naudin) Penneys & Judd, 2013
- Blakea steyermarkii Naudin(Wurdack) Penneys & Judd, 2013
- Blakea stipulacea NaudinWurdack, 1957
- Blakea storkii Naudin(Standl.) Almeda, 2000
- Blakea suaveolens Naudin(Almeda) Penneys & Almeda, 2013
- Blakea subbarbata Naudin(Wurdack) Penneys & Judd, 2013
- Blakea subconnata NaudinO. Berg ex Triana, 1871 [1872]
- Blakea subpanduriformis NaudinE. Cotton & Matezki, 2003
- Blakea subpeltata NaudinCogn., 1891
- Blakea subscabrula Naudin(Triana) Penneys & Judd, 2013
- Blakea subsessiliflora Naudin(Wurdack) Penneys & Judd, 2013
- Blakea subvaginata NaudinWurdack, 1979
- Blakea superba Naudin(Naudin) Penneys & Judd, 2013
- Blakea tapantiana NaudinUmaña & Almeda, 1995
- Blakea tetramera Naudin(Almeda) Penneys & Almeda, 2013
- Blakea tetroici Naudin(Wurdack) Penneys & Judd, 2013
- Blakea toachiensis Naudin(Wurdack) Penneys & Judd, 2013
- Blakea trianae Naudin(Cogn.) Penneys & Judd, 2013
- Blakea trinervia NaudinL., 1759
- Blakea triplinervia NaudinL. f., 1781 [1782]
- Blakea triplinervia NaudinL., 1775
- Blakea truncata NaudinGleason, 1933
- Blakea tuberculata NaudinDonn. Sm., 1901
- Blakea turbinata NaudinCogn.
- Blakea unguiculata NaudinAlmeda & Penneys, 2013
- Blakea urbaniana NaudinCogn., 1909
- Blakea vallensis NaudinWurdack, 1990
- Blakea venosa NaudinGleason, 1945
- Blakea venusta NaudinKriebel, Almeda & A. Estrada, 2005
- Blakea verrucosa Naudin(Wurdack) Penneys & Judd, 2013
- Blakea villosa NaudinCogn., 1908
- Blakea warszewicziana NaudinO. Berg
- Blakea watsonii Naudin(Cogn.) Penneys & Almeda, 2013
- Blakea wilburiana NaudinAlmeda, 1974
- Blakea wilderi NaudinRob. Fern., R. Villanueva & Pillaca, 2024
- Blakea wilsoniorum NaudinAlmeda, 2000
- Blakea woodsonii NaudinGleason, 1939
- Blakea yumi NaudinRob. Fern., R. Villanueva & Pillaca, 2024